# 戦国パズル!!あにまる大合戦
『戦国パズル!!あにまる大合戦』（せんごくパズル あにまるだいがっせん）は株式会社ラクジンから配信されているiOS・Android用ゲームアプリ。略称はパズあに。

## 概要
ジャンルは「戦国パズルRPG」。数多くの作品などとコラボしているクロスオーバー作品でもある。登場キャラクターは他作品のキャラクターを除けば基本的に動物寄りの擬人化をされた織田信長や武田信玄などの500人以上の戦国武将となっている。

## ゲームシステム
いくつか存在する合戦の内から1つを選択して敵とのバトルを行う。バトルではパズルのブロックを消すことによって敵にダメージを与えられる。

### パズル
本作のパズルには複数のブロックが存在する。全てのブロックは大きさと形状は同じだが描かれている模様・色は何種類か存在する。ブロックを縦か横にスライドさせることができ、同じ模様・色のブロックを4つ以上繋げるとブロックを消して敵に攻撃を与える。